# Niemieckie Gimnazjum Reformowane w Łodzi
Niemieckie Gimnazjum Reformowane w Łodzi – działające do 1945 gimnazjum, które znajdowało się w budynku przy obecnej (2016) Alei Tadeusza Kościuszki 65 w Łodzi.

## Początki
Szkoła powstała dzięki ukazowi carskiemu z 1905 dającemu możliwość tworzenia na terenie zaboru rosyjskiego szkół z narodowym językiem wykładowym. 
Komitet Budowy Gimnazjum został zawiązany pod koniec 1907. Ernst Leonhardt i Louis Schweikert byli jednymi z wielu przemysłowców niemieckich, którzy działali w tym komitecie. Gimnazjum rozpoczęło działalność we wrześniu 1908. Pierwszą siedzibą był wynajęty budynek przy ul. Pańskiej. Projekt budynku powierzono niemieckiemu architektowi Otto Herrngringowi. W sierpniu 1909 wmurowano kamień węgielny pod budynek przy ówczesnej ul. Rozwadowskiej (obecnie ul. Zamenhofa przy skrzyżowaniu z Aleją Tadeusza Kościuszki). Budowę zakończono w 1910. Gimnazjum funkcjonowało w nim od 1910 do 1945. 
Po II wojnie światowej, prawdopodobnie od II poł. 1945, a na pewno od 1946 do 1952, mieściła się w budynku Centralna Szkoła Partyjna PPR, od 1948 PZPR.
W następnych latach w budynku funkcjonowało nieistniejące już X Liceum Ogólnokształcące im. Marii Konopnickiej, a od 1970 dziekanat Wydziału Filologicznego, Instytut Filologii Polskiej oraz Instytut Anglistyki Uniwersytetu Łódzkiego. W 1981 budynek był głównym miejscem strajku studentów uczelni łódzkich.
W 2014 nieruchomość przy al. Kościuszki została zakupiona przez Sąd Apelacyjny w Łodzi.
Budynek wpisany jest do rejestru zabytków pod numerem A/307 z 10.12.1984.

## Budynek
Budynek został zbudowany na planie litery „L” i jest przykładem modernizmu berlińskiego w architekturze z elementami posecesyjnymi; w dekoracjach elewacji obecne są także motywy klasyczne w postaci reliefów z wizerunkami efebów. Wejście jest umieszczone asymetrycznie, nad którym znajduje się kartusz sowa oraz ul do którego zlatują pszczoły – jako symboli mądrości i pracowitości. Na ścianach ułożony jest tynk żłobkowany. Na elewacji od strony ulicy Zamenhofa, znaleźć można płaskorzeźbę z dwoma marabutami. Gmach pokryty jest mansardowym dachem. Poziome ciągi dużych okien w pilastrach dzielą elewację budynku.
Charakterystycznym elementem budynku – ulokowanym w okrągłej wieżyczce wieńczącej narożnik – było ówczesne pierwsze w Łodzi obserwatorium astronomiczne.

## Dyrektorzy szkoły
- 1906–1910 – Heinrich Johannsen
- 1910–1918 – Hugo von Eltz
- 1918–1921 – dr Alfred Wolf
- 1921–1928 – Felix von Ingersleben
- 1928–1929 – prof. dr Edmund Erdmann
- 1929–1933 – Bruno Guthke
- 1933–1937 – Franciszek Michejda
- 1937–1939 – Władysław Gluchowski
- 1939–1942 – dr Martin Petran
- 1942–1945 – Ernst Wechselberg

## Nauczyciele
- Fryderyk Beckman
- August Gerhardt
- Eugen Oskar Kossmann
- Erhard Patzer

## Absolwenci
- Samuel Aronson – polski chirurg
- Dorota Friedler – polska tancerka
- Alfred Kiss – niemiecki fotograf
- Eugen Oskar Kossmann  – polsko-niemiecki historyk i geograf
- Fryderyk Kunitzer – niemiecki malarz
- Eugen Nippe – niemiecki działacz polityczny
- Erhard Patzer – polsko-niemiecki przyrodnik
- Jerzy Rawicz – polski pisarz